# Daun (stad)
Daun is een gemeente in de Duitse deelstaat Rijnland-Palts. Het is de Kreisstadt van de Landkreis Vulkaneifel. De plaats telt 8.001 inwoners.
Daun ligt aan het smalle riviertje de Lieser en ligt in de Vulkaaneifel. De omgeving heeft een bosrijk karakter en leent zich om te wandelen. Net buiten Daun liggen drie maren of vulkaanmeren dicht bij elkaar, de "Gemündener Maar", "Weinfelder Maar" en "Schalkenmehrener Maar". Tevens is in Daun een Vulkaanmuseum te vinden.
Daun is een plaats, waar al vanaf 700 voor Christus de Kelten verbleven en een fort bouwden op de basaltberg. Rond het begin van de jaartelling lieten Romeinen hun sporen na in deze omgeving. De naam Daun komt vermoedelijk van het Keltisch-Romeinse woord Dunum, wat als versterkte verhoging of fort kan worden uitgelegd. Aan het eind van de 10e eeuw werd er een kasteel gebouwd; de eerste vermelding van de heren van Daun was uit 1075. Vanaf het jaar 1337 wordt Daun als stad genoemd.
In Daun staat het slothotel Kurfürstliches Amtshaus. Het voormalig jachtslot, dat tot het prinsbisdom Trier behoorde, staat op het steile basaltgesteente van een uitgedoofde vulkaan midden in de stad Daun, op de resten van de oude burcht. Na de verwoesting in 1689 van de burcht tijdens de Negenjarige Oorlog (1688-1697), die ook de Palts teisterde, kwam het slot in 1712 in handen van de keurvorst van Trier en hertog van Lotharingen, Karel-Jozef. Het grondplan van het slot is in de loop van de tijd weinig veranderd. Sinds 1981 is het complex privébezit en het grootste gedeelte ervan huisvest nu het slothotel Kurfürstliches Amtshaus.
Na 1794 werd Daun door Frankrijk geannexeerd en werden de heerlijkheidsrechten opgeheven. In 1815 werd het deel van Pruisen.
Daun is mede bekend door een wildpark en de natuurlijke minerale bronnen. In 2002 verkocht men in totaal 95 miljoen liter mineraalwater.

## Cultuur en bezienswaardigheden

### Natuur
- Gemündener Maar
- Weinfelder Maar
- Schalkenmehrener Maar

### Gebouwen en monumenten
- Daun kasteel
- Dauner viaduct, spoorbrug uit 1909
- Parochiekerk St. Nicholas , westtoren en romaanse crypte komen uit het midden van de 13e eeuw
- Voormalig evangelische begraafplaats met uitgebreide grafmonumenten van de 19e eeuw
- Freudenkoppe, burcht uit ca 1340

### Musea
- Vulkaanmuseum

### Evenementen
- Spring Festival
- Flugplatzfest eind augustus
- Eifel Rallye Festival
- Vulkanbike Eifel marathon (een mountainbikemarathon over de heuvels van de Eifel)

## Afbeeldingen

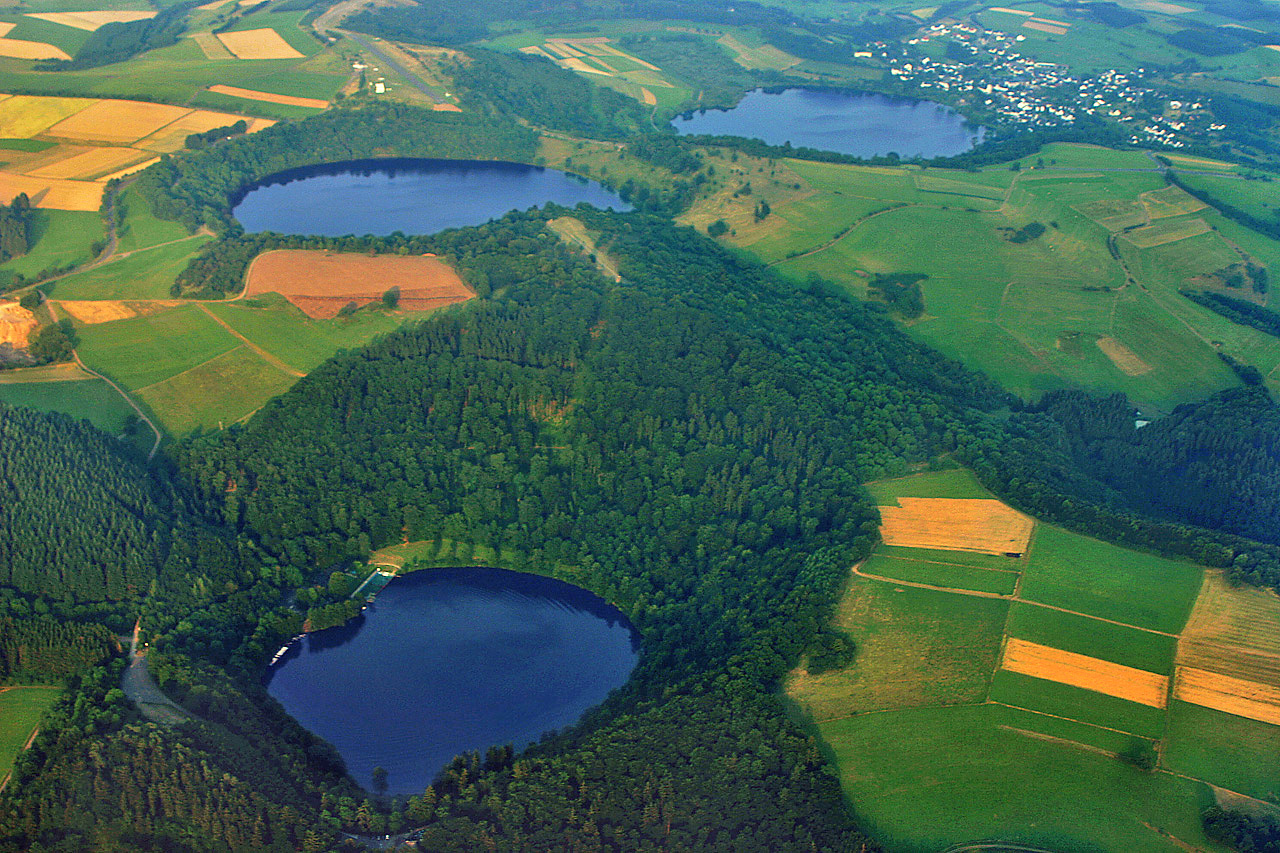
Gemündener Maar, Weinfelder Maar en Schalkenmehrener Maar, 2005
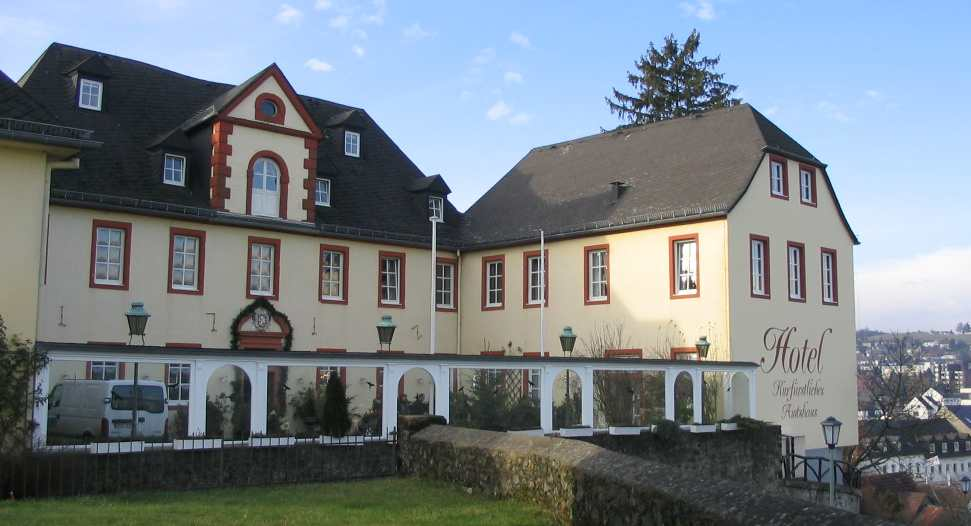
Amtshaus in Daun
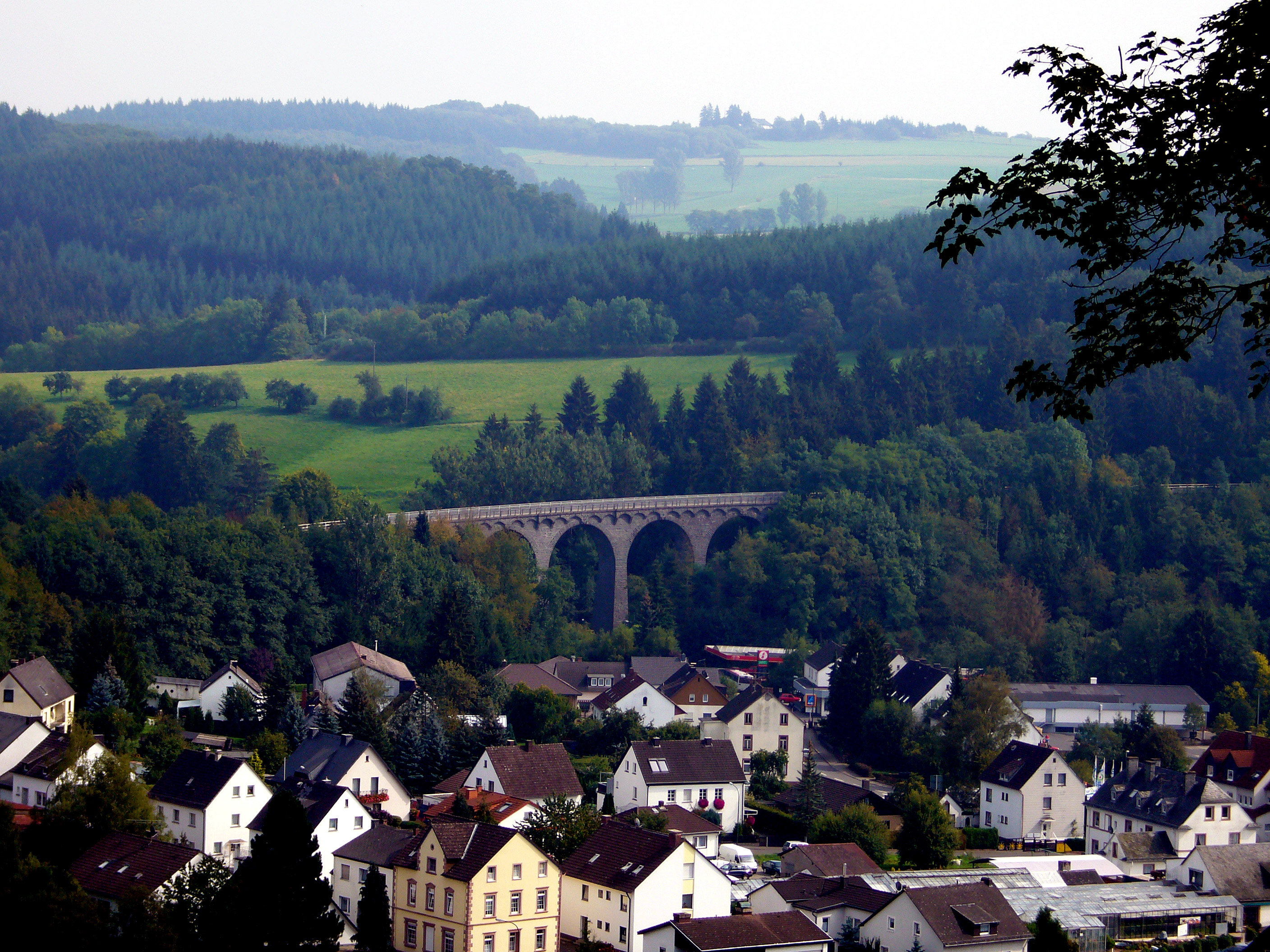
Historisch spoorviaduct in Daun, 2006

## Geboren
- Christoph Becker (1814-1886), lid van de Nationale Vergadering in Frankfurt
- Oscar W. Gabriel (1947), socioloog en politicoloog
- Rudi Balling (1953), wetenschapper
- Karl Fleschen (1955), atleet
- Rainer Laupichler (1957), acteur
- Sebastian Dette (1958), de voormalige federale rechter en president van het Hof in Thüringen
- Karin Kortmann (1959), politicus
- Thomas Leif (1959), journalist en politicoloog
- Franziskus Wendels (1960), kunstenaar
- Marco Weber (1975), politicus (FDP)
- Sven Voss (1976), sportpresentator
- Pascal Hens (1980), handbalspeler
- Andreas Schäfer (1983), voetballer